# Tropaeolin OO
Tropaeolin OO, cunoscut și ca portocaliu acid 5, este un compus organic cu formula chimică Na(C6H5NHC6H4N=NC6H4SO3). Este un colorant azoic.